# JA Vichy
O Jeanne d'Arc de Vichy Val d'Allier Auvergne Basket, mais conhecido por JA Vichy, foi um clube de basquetebol baseado em Vichy, França que foi fundido com o Stade Clermontois para formar o JA Vichy-Clermont Métropole. Mandava seus jogos no Palais des Sports Pierre Coulon com capacidade para 3.126 espectadores.

## Histórico de Temporadas
| Temporada | Nível | Liga      | Pos. | J     | PL  | Resultado         | Outras competições  | Copa da França    | Competições europeias         |
| --------- | ----- | --------- | ---- | ----- | --- | ----------------- | ------------------- | ----------------- | ----------------------------- |
| 1994-95   | 4     | NM2       |      |       |     |                   |                     |                   |                               |
| 1995-96   | 2     | LNB Pro B | 14   | 8-20  |     |                   |                     |                   |                               |
| 1996-97   | 2     | LNB Pro B | 15   |       |     |                   |                     |                   |                               |
| 1997-98   | 2     | LNB Pro B | 18   | 8-26  |     |                   |                     |                   |                               |
| 1998-99   | 2     | LNB Pro B | 19   | 9-21  |     |                   |                     |                   |                               |
| 1999-00   | 2     | LNB Pro B | 2    | 25-9  |     |                   |                     |                   |                               |
| 2000-01   | 2     | LNB Pro B | 4    | 19-11 |     |                   |                     |                   |                               |
| 2001-02   | 2     | LNB Pro B | 1    | 24-6  |     | Promovido         |                     |                   |                               |
| 2002-03   | 1     | LNB Pro A | 11   | 11-19 |     |                   |                     |                   |                               |
| 2003-04   | 1     | LNB Pro A | 12   | 14-20 |     |                   |                     |                   | 4 FIBA Copa Europa QF (4v-4d) |
| 2004-05   | 1     | LNB Pro A | 18   | 7-27  |     | Rebaixado         |                     |                   |                               |
| 2005-06   | 2     | LNB Pro B | 5    | 19-15 | 1-2 | Quartas de finais |                     |                   |                               |
| 2006-07   | 2     | LNB Pro B | 1    | 29-5  | 5-2 | Promovido campeão |                     |                   |                               |
| 2007-08   | 1     | LNB Pro A | 7    | 17-13 | 0-2 | Quartas de finais | "Semaine des As" FN |                   |                               |
| 2008-09   | 1     | LNB Pro A | 10   | 13-17 |     |                   |                     |                   | 3 EuroChallenge 2CL           |
| 2009-10   | 1     | LNB Pro A | 10   | 13-17 |     |                   | "Semaine des As" SM |                   |                               |
| 2010-11   | 1     | LNB Pro A | 15   | 11-19 |     | Rebaixado         |                     | Semifinais        |                               |
| 2011-12   | 2     | LNB Pro B | 18   | 7-27  |     | Rebaixado         |                     |                   |                               |
| 2012-13   | 3     | NM1       | 3    | 25-9  | 0-1 | Quartas de finais |                     |                   |                               |
| 2013-14   | 3     | NM1       | 7    | 25-9  | 0-2 | Quartas de finais |                     |                   |                               |
| 2014–15   | 3     | NM1       | 2    | 23-11 | 2-0 | Promovido campeão |                     | Oitavas de finais |                               |

fonte:eurobasket.com

## Títulos

### Copa da França
- Campeão (2): 1969, 1970

### LNB Pro B (segunda divisão)
- Campeão (1):1972, 2002, 2007

### Copa Saporta
- Finalista (1): 1969-70

### Semaine des As
- Finalista (1): 2008